# 鷹司信輔
鷹司 信輔（たかつかさ のぶすけ、1889年〈明治22年〉4月29日 - 1959年〈昭和34年〉2月1日）は日本の公爵、貴族院議員、明治神宮宮司、鳥類学者。日本鳥学会会長。「鳥の公爵」｢小鳥公爵｣と呼ばれた。

## 生涯

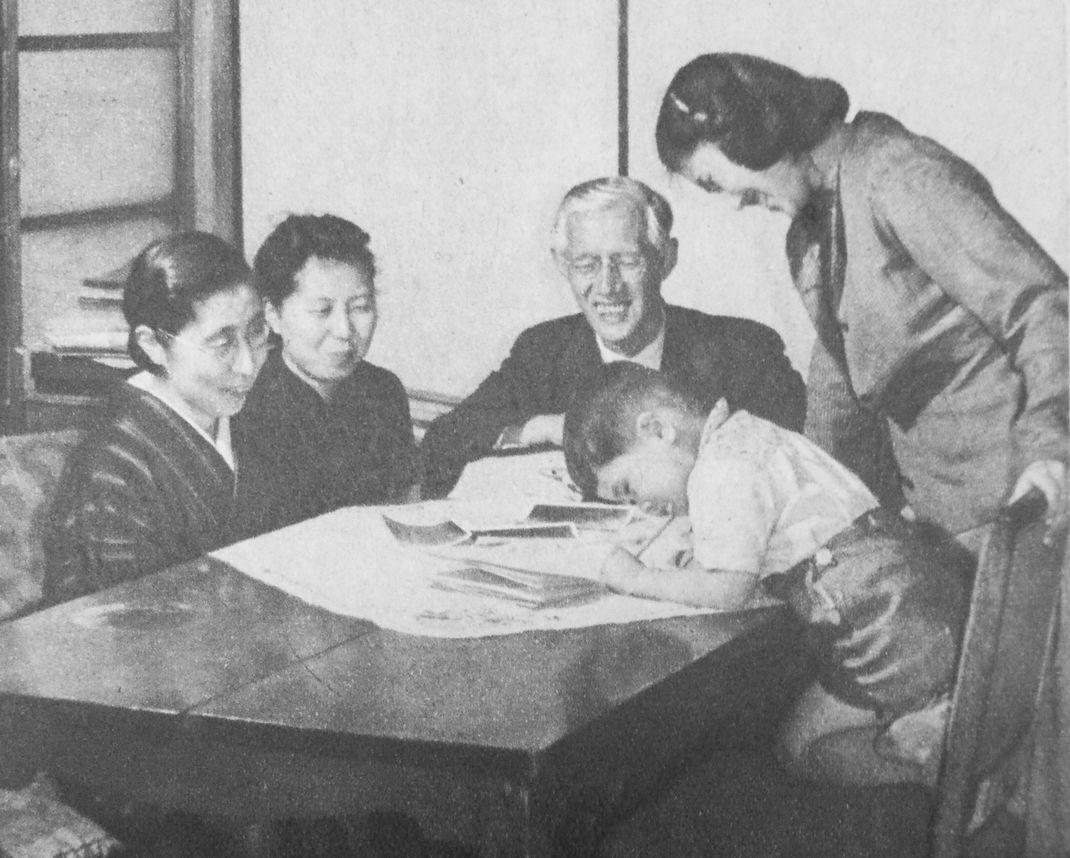
家族とともに（1949年）

公爵で陸軍少将鷹司熙通（のち大正天皇侍従長）の長子として、東京市麹町区に生まれる。幼時は昆虫採集を好んだが、やがて鳥類に関心が移る。
1901年（明治34年）に高師附属小、1906年（明治39年）に高師附属中を卒業後、学習院高等科に進み、鳥類学を志すようになる。1911年（明治44年）、東京帝国大学理科大学動物学科に入学、飯島魁教授に師事。1912年、飯島および兄弟弟子の黒田長禮や内田清之助と共に日本鳥学会を設立、会頭に飯島教授を戴く。
大学卒業後、一度は大学院に入るも、1915年（大正4年）、秩父宮および高松宮の皇子傅育官に任ぜられて中退。父の死去に伴って、1918年（大正7年）6月10日、公爵を襲爵し、同日、貴族院公爵議員となる。公務の傍ら鳥の研究も続けた。目黒に4万円を投じて禽舎を作り、インコだけでも変種70種、300羽を作った。1917年（大正6年）、初の著書『飼ひ鳥』を上梓。同年、鳥類飼育愛好家の会である「鳥の会」を設立、のち会長となる。1922年（大正11年）、飯島の死去に伴って日本鳥学会第2代会頭に就任（-1946年（昭和21年））。
1924年（大正13年）、ベルギーで開かれた万国議員商事会議参列のため渡欧、1年半をヨーロッパで過ごす。大英博物館に通い、鳥三昧の日々を過ごした。
1932年（昭和7年）、日本で絶滅した品種のサクラがイギリスから逆輸入されたことを受けて「タイハク（太白）」と命名。1935年（昭和10年）から華族会館館長、1940年（昭和15年）から日本出版文化協会会長。1943年（昭和18年）、理学博士号を取得。1944年（昭和19年）、明治神宮宮司となる。1946年（昭和21年）、神社本庁統理に就任。翌1947年（昭和22年）の日本国憲法施行に伴って華族制度が廃止された。その後、公職追放となった。1951年（昭和26年）11月9日、旧堂上会理事長の肩書で昭和天皇に拝謁する。1959年（昭和34年）2月、肝臓癌で没す、享年69。未刊行の原稿約1万枚が遺された。

## 栄典
- 1913年（大正2年）5月20日 - 正五位[6]
- 1931年（昭和6年）5月1日 - 帝都復興記念章[7]

## 家族
四弟の鷹司信敬は養魚家、堺市立水族館長。妻の綏子は公爵徳川家達の次女。息子は鉄道研究家の鷹司平通（妻は昭和天皇三女和子）。長女・幸子は清閑寺経泰に、次女・章子は松平乗武に、三女・量子は宇治家彦に、四女・庸子は浅野長愛に、五女・光子は住友融に嫁いだ。伊勢神宮大宮司の鷹司尚武は孫（次女・章子の長男、平通の養子となる）。

## 著作
- 飼ひ鳥  裳華房 1917
- 小鳥の飼ひ方 大日本百科全集 第8 誠文堂 1927
- 鳥物語 興文社 1929 (小学生全集
- 着色図編飼鳥集成 養賢堂 1930
- 鳥と暮して 千歳書房 1943
- 『鳥と暮して』「全集日本野鳥記7」、講談社、1986